# Prieuré Saint-Louis-de-la-Rougemare
Pour les articles homonymes, voir Prieuré Saint-Louis.
L'ancien prieuré Saint-Louis-de-la-Rougemare, situé sur la place de la Rougemare, à Rouen, accueille aujourd'hui le théâtre de la chapelle Saint-Louis.
L'ancienne chapelle Saint-Louis fait l’objet d’un classement au titre des monuments historiques depuis le 16 septembre 1957.

## Historique
En 1675, la prieure Elisabeth Colbert transfère le prieuré situé rue Cauchoise sur la place de la Rougemare, à l’emplacement d’un ancien jeu de paume. Il prend le nom de Saint-Louis-de-la-Ville pour le différencier du séminaire Saint-Louis. La vente de l’ancienne implantation permit le transfert et la construction des bâtiments conventuels.
La chapelle, dédiée à la Trinité, a été construite, grâce au soutien de Jacques-Nicolas Colbert, par Charles Chamois, conseiller ingénieur ordinaire du roi Louis XIV et architecte de ses bâtiments, et dédicacée en 1683 par l'abbé de Fieux, grand vicaire de l'archevêque et leur supérieur.
Le prieuré est réuni en 1742 aux bénédictines « Crépines » du couvent Saint-Hilaire, dont leur supérieure Madame Heiss devient prieure.
Fermé à la Révolution, une gendarmerie reprend les locaux du prieuré. En 1795, la chapelle sert de lieu de culte pour les prêtres insermentés. Elle sert ensuite de magasin. Occupé ensuite par l'école Saint-Louis, elle devient ensuite l'école Théodore-Bachelet.
La chapelle en mauvais état, le conseil municipal vote sa démolition en 1894. Cependant, les concerts donnés par l'organiste Albert Dupré la sauvent de la destruction. De 1895 à 1930, elle sert de dépôt du service de la voirie de Rouen. La chapelle, ensuite restaurée de 1930 à 1935, sert de gymnase municipal. En 1957, la chapelle est classée monument historique.
En 1977, Jean Lecanuet inaugure un lieu culturel, qui devient officiellement en 1991 un théâtre, qui accueille des compagnies régionales.

### Liste des prieures
- Marie Gobelin (+1681)
- Elisabeth Colbert, fille de Nicolas Colbert (1596-1649), et de Marie Lemercier, religieuse de l'abbaye de Saint-Saëns, ordre de Cîteaux, belle-sœur du président au parlement Claude Pellot (époux en secondes noces de Madeleine Colbert)[6]
- Marie de Grieu, célèbre pour avoir pris soin de la future Madame de Staal-Delaunay
- Françoise de Briquemault
- Louise d'Heiss
- Madeleine Planteroze, religieuse de Saint-Amand[7]